# Büschergrund
Büschergrund ist ein Stadtteil von Freudenberg im Kreis Siegen-Wittgenstein in Nordrhein-Westfalen mit rund 3300 Einwohnern.

## Geografie

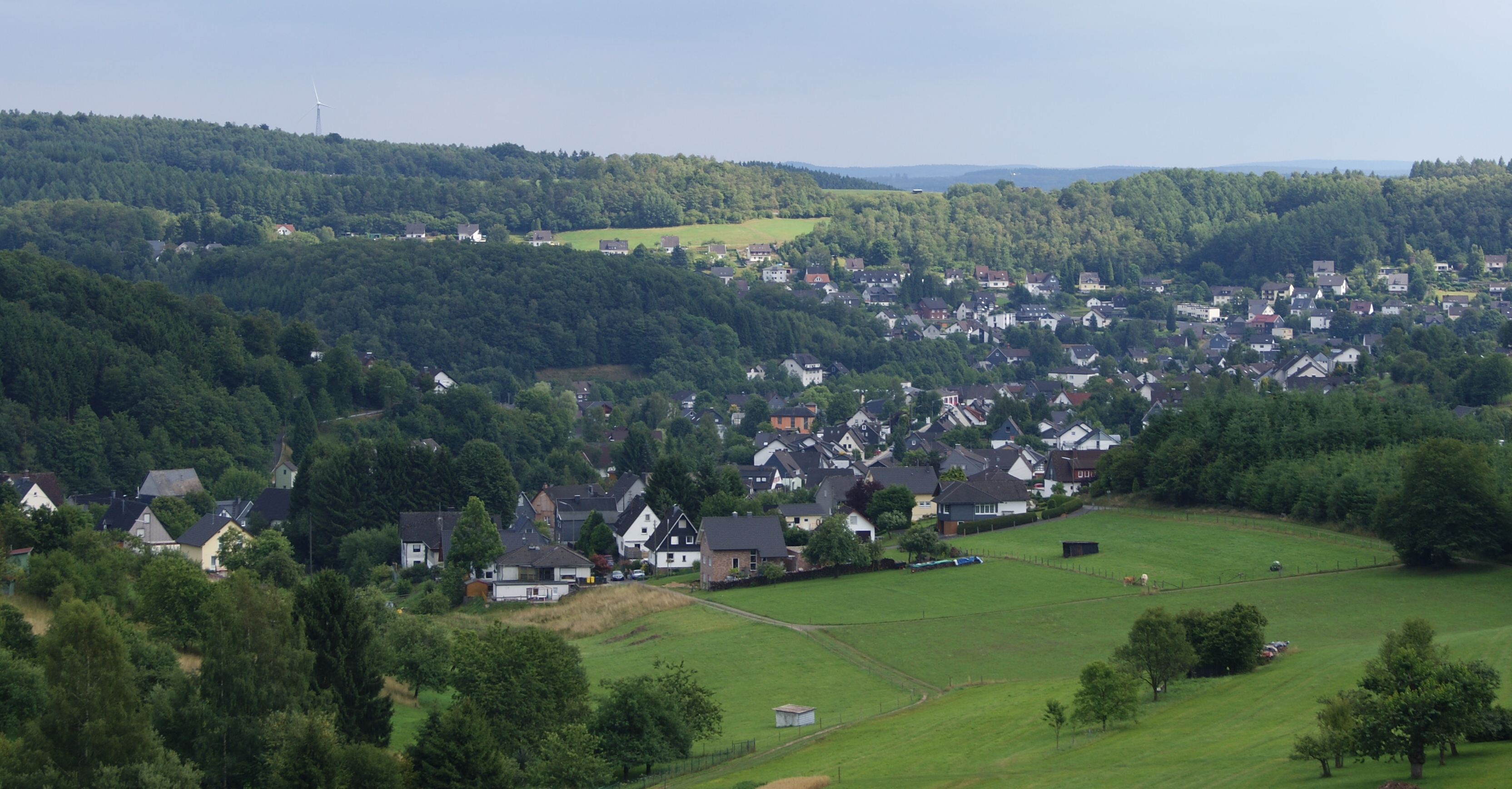
Blick über Büschergrund

Büschergrund liegt im oberen Talende der Weibe auf einer Höhe zwischen 290 und 360 m ü. NN.
Nach Osten schmiegt sich die Besiedlung an die Hänge des Osterbergs (365,2 m), nach Westen um die Hänge der unbewaldeten Anhöhe Aufm Höchsten mit 371,7 m (Gipfelkreuz jedoch am Ostgipfel „Breedscheed“ auf 367 m ü. NN); südlich, an der Gemarkungsgrenze zu Bottenberg, ragt der Kuhlenberg 419,6 m hoch auf, der mit drei Windkraftanlagen versehene Gipfel am Knipsdell, höherer Südostgipfel des (Römershagener) Knippen im Nordwesten der Gemarkung, am Kölschen Heck, bringt es auf 456,8 m. Höchster Punkt der Gemarkung ist indes der jenseits des Osterbergs und der A 45 gelegene, 467 m erreichende Ischeroth im äußersten Nordosten, an der Gemarkungsgrenze zu Bühl.
Nach Südwesten ist der Ort mit Freudenberg verwachsen. Büschergrund besteht heute aus den ehemaligen Orten Anstoß, Bockseifen, Büschen, Eichen und Büschergrund. Ferner gab es die Siedlungen Halmenhof und Ohrndorf im Ortsgebiet.
Nachbarorte von Büschergrund sind Hünsborn im Norden, Bühl im Osten, Alchen, Lindenberg und Bottenberg im Südosten und Süden und Freudenberg im Süden und Westen.

## Geschichte
Die Ortsteile von Büschergrund wurden 1286 erstmals erwähnt. Büschergrund selbst wurde 1563 erstmals erwähnt. Der Ort gehörte vor 1597 zum Kirchspiel Oberholzklau und wurde dann nach Freudenberg umgepfarrt.
Im Zuge der kommunalen Gebietsreform wurde das Amt Freudenberg am 1. Januar 1969 aufgelöst, Büschergrund wurde Teil der neugebildeten Stadt Freudenberg.

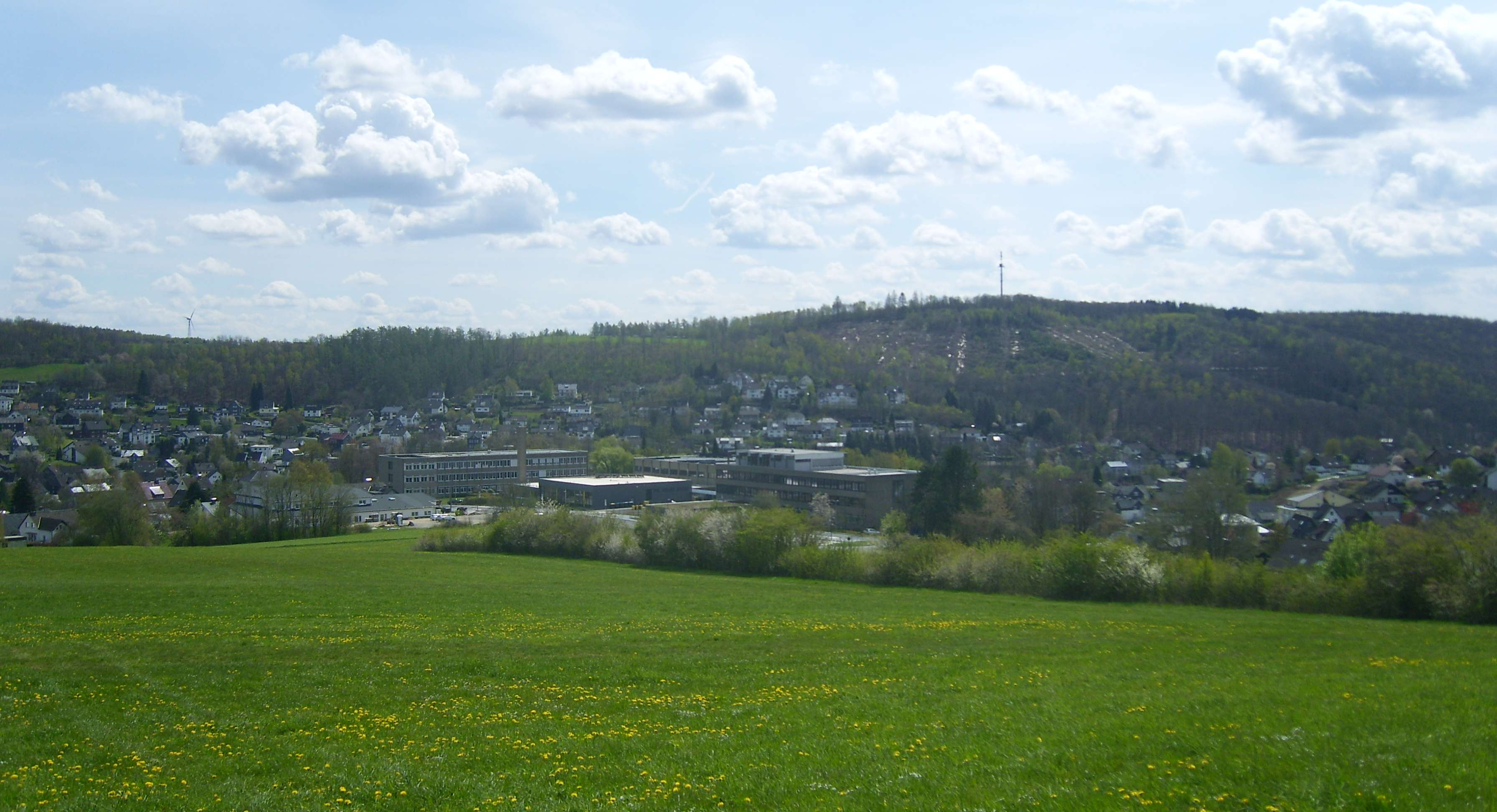
Der Büschergrund nebst Gesamtschule von der „Breedscheed“ (367 m ü. NHN) aus gesehen; im Hintergrund der Kuhlenberg (419,6 m)

Durch Fusion der ehemaligen Hauptschule mit der ehemaligen Realschule unter Einbezug des Gebäudes des ehemaligen Hallenbads entstand die vierzügige, im Einzelfall auch fünfzügige Esther-Bejarano-Gesamtschule, die seit 2019 auch über eine gymnasiale Oberstufe verfügt und deren Einzugsbereich bis über die Stadtgrenze Freudenbergs hinaus und auch über die Landesgrenze hinweg nach Rheinland-Pfalz reicht.

### Einwohnerzahlen
Einwohnerzahlen des Ortes:
| Jahr | Einwohner |
| ---- | --------- |
| 1818 | 262       |
| 1885 | 718       |
| 1895 | 827       |
| 1905 | 983       |
| 1910 | 995       |
| 1925 | 1085      |

| Jahr | Einwohner |
| ---- | --------- |
| 1933 | 1176      |
| 1939 | 1234      |
| 1950 | 1508      |
| 1961 | 1652      |
| 1967 | 1843      |
| 1994 | 3224      |

| Jahr | Einwohner |
| ---- | --------- |
| 2000 | 3481      |
| 2010 | 3508      |
| 2011 | 3489      |
| 2017 | 3413      |
| 2019 | 3387      |
| 2020 | 3367      |

| Jahr | Einwohner |
| ---- | --------- |
| 2021 | 3331      |
| 2022 | 3378      |

### Ehemalige Ortsvorsteher
- Erich Nöll († 15. November 2000)[15]

## Infrastruktur und Verkehrsanbindung
Büschergrund liegt östlich der Landesstraße L 512, die Freudenberg mit Gerlingen im Kreis Olpe verbindet. Im Ort zweigt die L 562 in Richtung Lindenberg ab. Beide Straßen verbindet eine Querstraße, die Kreisstraße K 20, miteinander. Die nächste Auffahrt zur Bundesautobahn 45 ist „Freudenberg“, etwa einen Kilometer in östlicher Richtung entfernt.
Der Stadtteil verfügt über 13 Bushaltestellen, welche im gesamten Gebiet verteilt sind: Büschen, Bockseifen, Bruchstraße, Schulzentrum, Alte Kölner Straße, Meisenweg, Eichener Straße, Am Eicher Hang, Zur Gambachshöhe, Triftstraße, Buchenstraße, Anstoßer Mühle sowie Anstoß. Büschergrund wird durch die Regionalbuslinie R37 der Verkehrsbetriebe Westfalen-Süd (VWS), welche Büschergrund stündlich mit Freudenberg und Siegen verbindet, sowie der Linie 290 der Westerwaldbus des Kreises Altenkirchen GmbH, welche stündlich zwischen Büschergrund und Betzdorf verkehrt, bedient. Die Bushaltestelle Anstoß wird ausschließlich durch die Buslinien R38 (Freudenberg – Siegen) und L150 (Freudenberg – Oberfischbach | Alchen), letztere verkehrt nur auf Bestellung, sowie dem nur in Nächten auf Samstag und Sonntag verkehrenden Nachtbus N4 (Freudenberg – Siegen) bedient. Die drei letztgenannten Linien werden ebenfalls durch die VWS betrieben.